# Bafertisita
La bafertisita és un mineral de la classe dels silicats, que pertany i dona nom al grup de la bafertisita. Rep el nom per la seva composició, que conté bari, ferro, titani i silici.

## Característiques
La bafertisita és un silicat de fórmula química Ba(Fe2+,Mn2+)₂Ti(Si₂O₇)O(F,OH)₂. Cristal·litza en el sistema monoclínic. La seva duresa a l'escala de Mohs és 5. És un mineral estretament relacionat amb la jinshajiangita i la camaraïta.
Segons la classificació de Nickel-Strunz, la bafertisita pertany a «09.BE - Estructures de sorosilicats, amb grups Si₂O₇, amb anions addicionals; cations en coordinació octaèdrica [6] i major coordinació» juntament amb els següents minerals: wadsleyita, hennomartinita, lawsonita, noelbensonita, itoigawaïta, ilvaïta, manganilvaïta, suolunita, jaffeïta, fresnoïta, baghdadita, burpalita, cuspidina, hiortdahlita, janhaugita, låvenita, niocalita, normandita, wöhlerita, hiortdahlita I, marianoïta, mosandrita, nacareniobsita-(Ce), götzenita, hainita, rosenbuschita, kochita, dovyrenita, baritolamprofil·lita, ericssonita, lamprofil·lita, ericssonita-2O, seidozerita, nabalamprofil·lita, grenmarita, schüllerita, lileyita, murmanita, epistolita, lomonossovita, vuonnemita, sobolevita, innelita, fosfoinnelita, yoshimuraïta, quadrufita, polifita, bornemanita, xkatulkalita, hejtmanita, bykovaïta, nechelyustovita, delindeïta, bussenita, jinshajiangita, perraultita, surkhobita, karnasurtita-(Ce), perrierita-(Ce), estronciochevkinita, chevkinita-(Ce), poliakovita-(Ce), rengeïta, matsubaraïta, dingdaohengita-(Ce), maoniupingita-(Ce), perrierita-(La), hezuolinita, fersmanita, belkovita, nasonita, kentrolita, melanotekita, til·leyita, kil·lalaïta, stavelotita-(La), biraïta-(Ce), cervandonita-(Ce) i batisivita.

## Formació i jaciments
Va ser descoberta al dipòsit de Bayan Obo, a la localitat homònima situada a Baotou, a la regió de Mongòlia Interior (República Popular de la Xina). També ha estat descrita en altres indrets propers de la Xina, així com al Canadà, els Estats Units, Hongria, Itàlia, Romania, Sud-àfrica, Ucraïna, el Kazakhstan, el Kirguizstan, el Tadjikistan, Corea del Nord i Rússia.